# Papiergraben (Ehringsdorf)

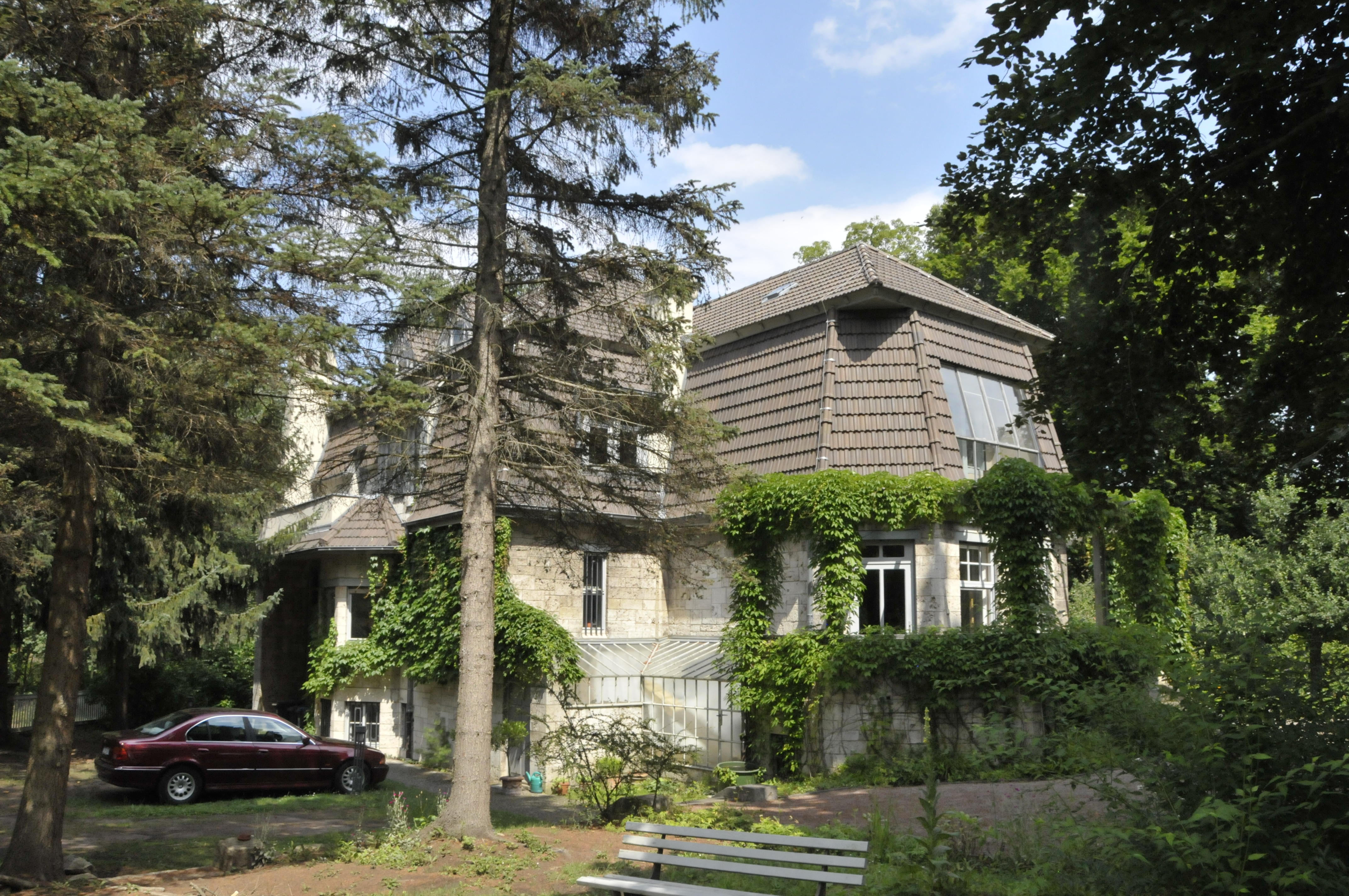
Haus Hohe Pappeln an der Belvederer Allee/Papiergraben

Der Papiergraben ist ein Feld- und Waldweg, der vom Gehädrich herab zur Belvederer Allee verläuft und schließlich im Weimarer Stadtteil Oberweimar-Ehringsdorf in einer Rechtskurve in die Weimarische Straße übergeht, die am Vereinshaus „Zur Linde“ am Anger  in Ehringsdorf an der Kippergasse gegenüber der Brauerei Weimar-Ehringsdorf endet.

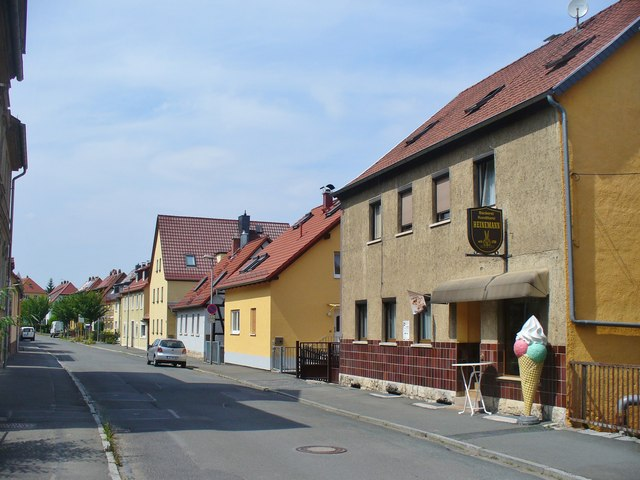
Weimarische Straße in Ehringsdorf

Papiergraben ist auch die Bezeichnung eines Landschaftsschutzgebiets in Oberweimar. Zusammen mit dem Gehädrich hat das geschützte Gebiet eine Größe von 12 ha.
Der Name dürfte auf die ehemalige Papierproduktion in Oberweimar zurückzuführen sein. Eine der am Papierbach liegenden Wassermühlen trug den Namen Papiermühle. Der Papierbach mündet von rechts die Ilm und wird manchmal ebenfalls Papiergraben genannt. Die Straße „Papiergraben“ verläuft demgegenüber in unmittelbarer Nähe von links auf die Ilm zu. Die Verlängerung der Straße bis zum Fluss wird als Pappelallee bezeichnet.
Der Papiergraben führt am Haus Hohe Pappeln vorbei, dem einstigen Wohnhaus von Henry van de Velde.
Im oberen westlichen Teil des Papiergrabens befindet sich die ehemalige Station junger Naturforscher. Das Freizeitgelände wird heute vom Kinderzirkus Tasifan und anderen Jugendeinrichtungen unter dem Dach der Interessensgemeinschaft Papiergraben e.V. genutzt.
Die Buslinie 1 hat in der Belvederer Allee einen Haltepunkt Papiergraben.

## Varia
Der der Weimarer Malerschule zuzurechnende Christian Rohlfs malte 1898 ein Ölgemälde mit dem Titel: Der Papiergraben bei Weimar.